# Neu! ’75
Neu! ’75 — третий студийный альбом группы краут-рока Neu!, выпущенный в 1975 году.

## История создания
Группа записала альбом после перерыва в несколько лет, во время которого Михаэль Ротер работал вместе с музыкантами из Cluster в супер-группе краут-рока Harmonia. К этому времени Ротер и Клаус Дингер до определённой степени разошлись в своем понимании музыкальной направленности группы. Дингер предпочитал более агрессивный, роковый стиль, а Ротер тяготел к эмбиенту. В результате они договорились о компромиссе — первая сторона альбома была записана в старом стиле Neu!, где Дингер играл на барабанах. Однако в композициях на второй стороне Дингер переключился на гитару и ведущий вокал, а для игры на барабанах (одновременной) привлек своего брата Томаса и Ханса Лемпе. В результате вышла двойственная пластинка, изысканно мелодичная в первой половине и отважно нетрадиционная — во второй. На обеих сторонах альбома использование клавишных и фазовых эффектов увеличено по сравнению с предыдущими записями.

## Характеристика
После трехлетнего перерыва Клаус Дингер и Михаэль Ротер временно похоронили свои разногласия и воссоединились для воссоздания моторик-звучания, которое они впервые показали на своем дебютном альбоме 1971 года. Неудовлетворенность от последней совместной работы и выпуск их прежней группой Kraftwerk чрезвычайно успешного альбома Autobahn, в основу которого было положено разработанное Дингером и Ротером моторик-звучание, форсировало воссоединение группы. Вне зависимости от причин и побудительных мотивов результат оказался достойным затраченного времени, усилий и споров, которые пришлось приглушить. Что отличает этот альбом от предыдущих работ Neu! — это активное использование синтезаторов, которые даже доминируют над гитарными партиями Ротера.
Открывающая альбом «Isi» демонстрирует двудольные метрономные ударные Дингера и фирменную басовую партию на одной ноте, исполненную на клавишных, а великолепные звуковые наплывы и декор, обычно достигаемые с помощью гитары Ротера, на этот раз создаются синтезатором. «Seeland» возвращает гитару Ротера и его изящный «поющий» стиль игры, который он станет исповедовать и в последующие годы. Ритмический рисунок Дингера здесь обманчиво прост, создавая длинную 4/4-ную синкопированную прогулку, во время которой гитара Ротера обеспечивает и каскады нот на одной струне, и подвижную, пульсирующую партию баса. Этот трек создает впечатление красивой пустыни, он разрежён и одновременно полон мелодичного взаимодействия гитарных и клавишных слоев. Последний трек на первой стороне «Leb’ wohl» — это упражнение с белым шумом, индустриальными текстурами и природными, «найденными» звуками, фортепиано и великолепными, разрежёнными и замысловатыми гитарными аккордами.
На второй стороне, чтобы дать возможность Дингеру исполнить партии гитары, фортепиано и органа, к группе присоединились брат Дингера Томас и Ганс Лампе, которые одновременно играют на различных ударных, добавляя прочной глубины звучанию группы. Совершенно непредсказуемо, на «Hero» Neu! стала звучать как мелодичная панк-группа, где рычащий вокал Дингера немного напомнил молодого Мика Джаггера, а его гитарные аккорды в стиле Кита Ричардса сильно контрастировали с более лиричным подходом Ротера. 10-минутная «E-Musik» стала наиболее ярким треком Neu! на этом диске. Он начинается мелодическими синтезаторными партиями Ротера на фоне искаженной перкуссии, созданной с помощью секвенсора и студийно обработанной барабанной партии. Через несколько минут начинается его длинное гитарное соло, напоминающее лучшие моменты Стива Хиллиджа, которое чудесно поддерживает ритм Дингера и другие инструменты, превращая композицию в определяющее заявление моторик-звучания Neu!. Этот альбом, можно сказать, стал финальным аккордом Neu!, по крайней мере, в студии, и ушла группа на высокой ноте, с работой, где их инновации нашли достойное воплощение, понимание и оценку.
В отличие от первых двух альбомов, здесь нет экспериментальных или пост-роковых композиций, и в целом он слушается намного легче, чем Neu! 2. Этот альбом можно разделить на две части. Вначале идут изумительные медитативные и призрачные композиции. «Seeland» с его тихой и монотонной гитарной мелодической линией, это своего рода мечтательность, переведенная в музыку, личный поиск одиночества и тишины. Эта обращенная к самому себе, духовная музыкальная часть полностью уступает место совершенно непохожему миру захватывающих и агрессивных прото-панковых композиций. Трудно воспринимать этот альбом как целостное произведение, скорее его можно рассматривать как отдельные работы, где на стороне эмбиента и медитативности господствует Михаэль Ротер, а шумно-панковые рок-песни созданы Клаусом Дингером.
Это альбом воссоединения, или точнее сказать, примирения, но в отличие от безрассудной путаницы Neu! 2, этот альбом отличает четкое разделение материала между двумя личностями. Первая половина альбома демонстрирует хиппистское наслаждение и любовь, а вторая половина — прото-панковую энергию и агрессию. Это самый легко воспринимаемый альбом в каталоге Neu!, который с наибольшей вероятностью понравится той части слушателей, которая опасается авангардных авторских поисков краут-рока начала 1970-х годов.
Первая половина альбома особенно приятна для уха и прямо указывает на чистую красоту первых двух сольных альбомов Михаэля Ротера. Три начальных трека работают вместе как единая 20-минутная сюита в трех частях, начиная с заразительного моторик-бита «Isi», проходя через мечтательный, волшебный «Seeland» к нарколептической 9-минутной прогулке во сне «Leb’ wohl». Уровень энергетики падает от песни к песне, пока к концу третьего трека не замедляется до эмбиентного метрономного пульсирования сольного фортепиано с полу-сознательным шепотом Дингера.
После этого оставшаяся часть альбома воспринимается как бодрящая пощечина с батареей усиленных гитар, грохочущих барабанов и патентованного аденоидного храпа и фырканья Дингера, который больше кричит, чем поет. Дингер добавляет энергии ритм-секции, включив в неё двух вспомогательных барабанщиков — брата Томаса и Ганса Лампе (все трое вскоре войдут в новую группу Дингера La Düsseldorf, своего рода облегченный вариант Neu!). Вторая половина Neu! '75 похожа на разогрев этой новой группы со сходным набором средств, включающих звучные гитары, беспрерывные барабаны в размере 4/4, и тот же набор странных шумов, записанных на пленку и обработанных в студии.
Neu! в своей инкарнации 1971—1975 годов произвела уникальную музыку вне времени, революционного уровня которой не смогли достичь ни сами члены группы в своих последующих работах, ни их современники.

## Признание
Рок-песня Дингера «Hero» стала источником вдохновения для многих музыкантов, включая Джона Лайдона из Sex Pistols и с тех пор рассматривается как образец прото-панка. На эту вещь намекает и Дэвид Боуи своим альбомом «Heroes».

## Список композиций

### Сторона 1
1. «Isi» — 5:06
2. «Seeland» — 6:54
3. «Leb’ wohl» — 8:50

### Сторона 2
1. «Hero» — 7:11
2. «E-Musik» — 9:57
3. «After Eight» — 4:44

## Участники записи

### Члены группы
- Михаэль Ротер — гитара, клавишные, вокал
- Клаус Дингер — барабаны (сторона 1), гитара и вокал (сторона 2)
- Томас Дингер — барабаны (сторона 2)
- Ханс Лампе — барабаны (сторона 2)

### Дополнительный персонал
- Конрад Конни Планк — продюсер, инженер